# Phú Phong, Châu Thành (Tiền Giang)
Phú Phong là một xã thuộc huyện Châu Thành, tỉnh Tiền Giang, Việt Nam.
Xã có diện tích 10,13 km², dân số năm 1999 là 6.587 người, mật độ dân số đạt 650 người/km².

## Ảnh

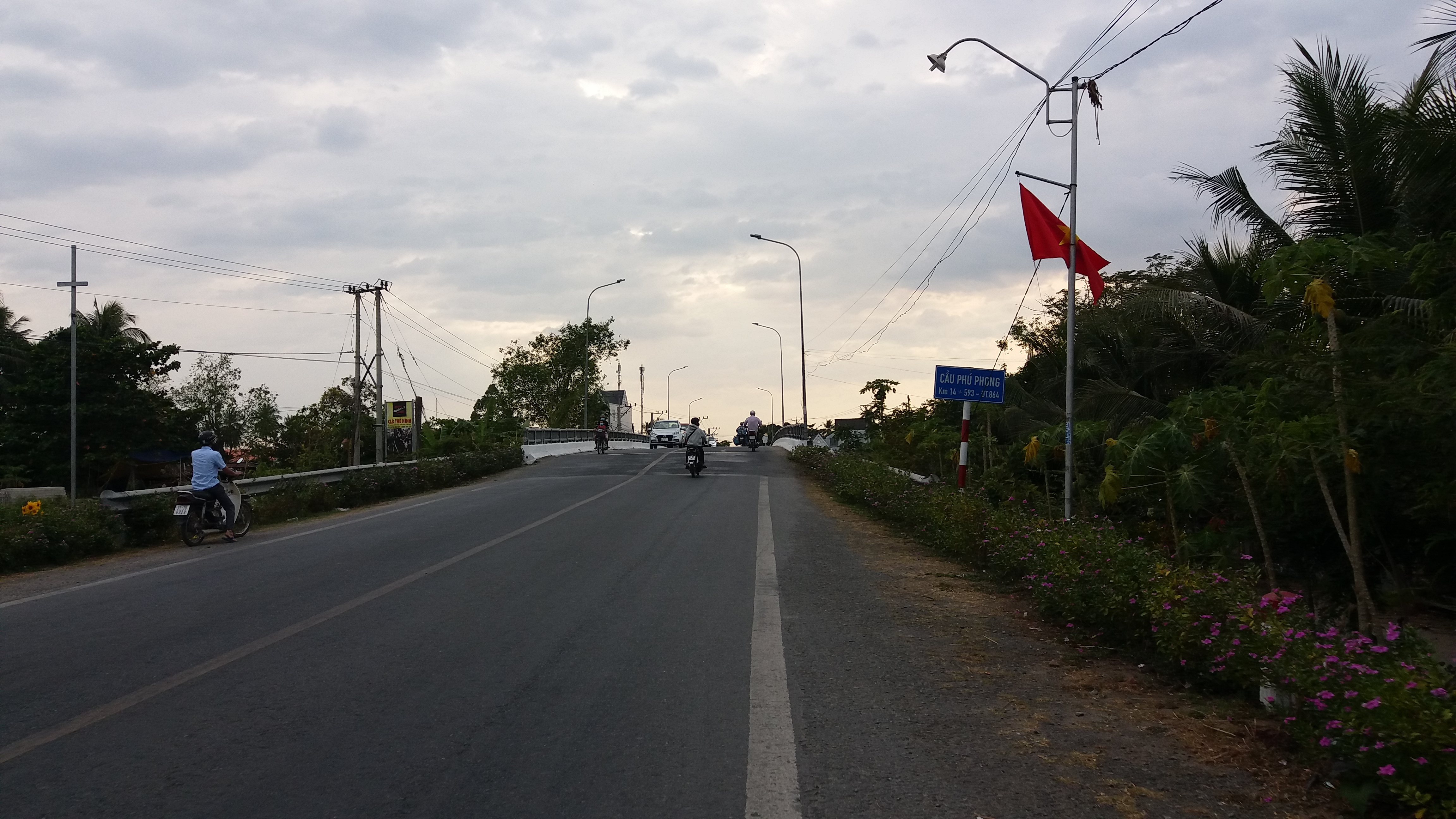
cầu Phú Phong.
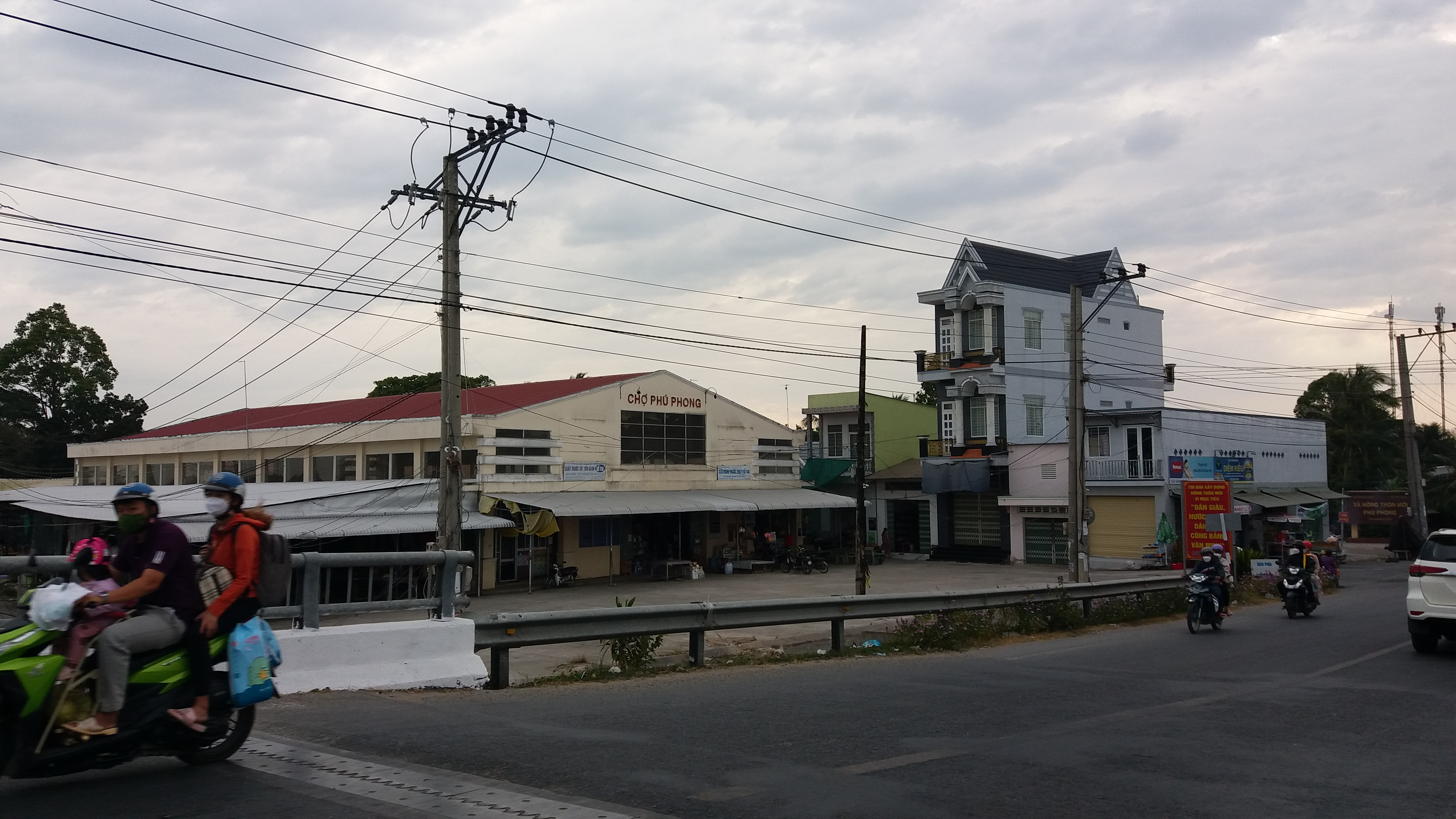
chợ Phú Phong.